# 筠州
筠州（いんしゅう）は、中国にかつて存在した州。南唐から宋代にかけて、現在の江西省宜春市一帯に設置された。

## 概要
622年（武徳5年）、唐により高安県に設置された靖州を前身とする。靖州は高安・望蔡・華陽の3県を管轄した。624年（武徳7年）、靖州は筠州と改称された。625年（武徳8年）、筠州と望蔡・華陽の2県は廃止された。高安県は洪州に転属した。
952年（保大10年）、南唐により洪州の高安・上高・清江・万載の4県を分割して筠州が置かれた。
975年（開宝8年）、北宋により万載県が袁州に転属した。981年（太平興国6年）、高安県を分割して新昌県が置かれた。992年（淳化3年）、清江県が分離されて臨江軍が置かれた。筠州は高安・上高・新昌の3県を管轄した。1143年（紹興13年）、南宋により筠州は高安郡の郡号を受けた。1225年（宝慶元年）、理宗の諱を避けるため、筠州は瑞州と改称された。瑞州は江南西路に属し、高安・新昌・上高の3県を管轄した。